# Torneo de las Cinco Naciones 1962
El Torneo de las Cinco Naciones de 1962 fue la 68° edición del principal Torneo del hemisferio norte de rugby.
El campeón del torneo fue el Seleccionado de Francia.

## Clasificación
| Lugar | Selección  | Partidos | Partidos | Partidos  | Partidos | Puntos  | Puntos    | Puntos | Tabla de puntos |
| Lugar | Selección  | Jugados  | Ganados  | Empatados | Perdidos | A favor | En contra | dif.   | Tabla de puntos |
| ----- | ---------- | -------- | -------- | --------- | -------- | ------- | --------- | ------ | --------------- |
| 1     | Francia    | 4        | 3        | 0         | 1        | 35      | 6         | +29    | 6               |
| 2     | Escocia    | 4        | 2        | 1         | 1        | 34      | 23        | +11    | 5               |
| 3     | Inglaterra | 4        | 1        | 2         | 1        | 19      | 16        | +3     | 4               |
| 4     | Gales      | 4        | 1        | 2         | 1        | 9       | 11        | -2     | 4               |
| 5     | Irlanda    | 4        | 0        | 1         | 3        | 9       | 50        | -41    | 1               |

## Resultados
| 13 de enero | Escocia | 3 - 11 | Francia | Estadio Murrayfield, Edimburgo |  |

| 20 de enero | Inglaterra | 0 - 0 | Gales | Twickenham Stadium, Londres |  |

| 3 de febrero | Gales | 3 - 8 | Escocia | Cardiff Arms Park, Cardiff |  |

| 10 de febrero | Inglaterra | 16 - 0 | Irlanda | Twickenham Stadium, Londres |  |

| 24 de febrero | Francia | 13 - 0 | Inglaterra | Stade Olympique Yves-du-Manoir, Colombes |  |

| 24 de febrero | Irlanda | 6 - 20 | Escocia | Lansdowne Road, Dublín |  |

| 17 de marzo | Escocia | 3 - 3 | Inglaterra | Estadio Murrayfield, Edimburgo |  |

| 24 de marzo | Gales | 3 - 0 | Francia | Cardiff Arms Park, Cardiff |  |

| 14 de abril | Francia | 11 - 0 | Irlanda | Stade Olympique Yves-du-Manoir, Colombes |  |

| 17 de noviembre | Irlanda | 3 - 3 | Gales | Lansdowne Road, Dublín |  |